# 鹿熊正一
鹿熊 正一（かくま まさかず、1953年（昭和28年）5月13日 - ）は、日本の政治家、会社役員。富山県議会議員（自由民主党）。自民党県議会議員会会長。
祖父は富山県会議長を務めた鹿熊久安。父は元自由民主党・参議院議員の鹿熊安正。魚津市議会議員を務めた長勢甚正は伯母・登代の夫 で、法務大臣を務めた長勢甚遠は従兄弟。

## 経歴
1953年、富山県下新川郡朝日町殿町に生まれる。1972年、富山県立富山高等学校卒業。1977年、東京大学法学部卒業。衆議院法制局に入る。1991年、富山県議会議員初当選。2010年、議長に就任した。祖父・久安、父・安正に続く3代の議長就任となった。

## 政策・主張
3つの重点施策は、「活力と魅力ある地域づくり」、「安心・安全な社会づくり」、「地域を担い、将来を担う人づくり」である。

## 役職
- 新川地域推進協議会長[4]
- 県東部地域産業活性化議員協議会長[4]
- 下新川海岸整備事業促進議員連盟会長[4]
- 富山県にいかわ養護学校教育振興会顧問[4]
- 富山県高等学校定時制通信制教育振興会副会長[4]
- （一財）富山県消防設備保守協会理事長[4]
- 富山県土地改良事業団体連合会副会長[4]
- （公財）富山県消防協会副会長[4]
- 富山県宝生会会長[4]
- 朝日町土地改良区理事長[4]
- 朝日町消防団長[4]
- 朝日町サッカー協会名誉会長[4]
- 「立山・黒部」を誇りとし世界に発信する県民の会参与[7]